# 索马蒂诺
索马蒂诺（義大利語：Sommatino），是意大利西西里大区卡尔塔尼塞塔省的一个市镇。总面积34平方公里，人口7420人，人口密度218.2人/平方公里（2009年）。ISTAT代码为085019。